# 苯五酚
苯五酚是一種具示性式C6H(OH)5的有機化合物，其组成為具有五個羥基(-OH)取代基的苯環。该物質在常溫常壓下為白色至粉红色晶體。 它在264-269℃時會分解。